# Журавово
Журавово, Журавова — исчезнувшая деревня на территории современной Полновской волости Гдовского района Псковской области; до революции — Спицинской волости Гдовского уезда Санкт-Петербургской губернии.

## География
Журавово находилось возле  юго-восточного берега Чудского озера, в местности древнего ударного кратера, получившего название по главной деревне округи Мишина Гора — Мишиногорский кратер.

## История
На карте атласа Санкт-Петербургской губернии 1863 года — Журавова.
В марте 1867 в Мишиной Горе, центре православного церковного прихода, начали строить церковь, которую освятили в честь святой Троицы. К приходу церкви были причислены следующие деревни: Мишина Гора, Кирево, Грихновщина, Самуиликово, Журавово, Малинница, Лядинки, Большой Хатраж, Малый Хатраж и Пеньково.
Деревня упоминается на карте 1937 года
Довоенная топографическая карта Эстонии 1938 года не обозначает деревню
На военной карте 1942 года деревня не обозначена, но есть знаки дворов.